# Liste der Kulturdenkmale im Großen Garten (Dresden)
Die Liste der Kulturdenkmale im Großen Garten enthält die Kulturdenkmale des  Großen Gartens in der Dresdner Gemarkung Altstadt II. 

Diese Gemarkung gliedert sich in die Stadtteile Johannstadt, Seevorstadt,  Südvorstadt, Äußere Wilsdruffer Vorstadt und Großer Garten.

Die Anmerkungen sind zu beachten.
Diese Liste ist eine Teilliste der Liste der Kulturdenkmale in Dresden. 

Diese Liste ist eine Teilliste der Liste der Kulturdenkmale in Sachsen.

## Legende
- Bild: Bild des Kulturdenkmals, ggf. zusätzlich mit einem Link zu weiteren Fotos des Kulturdenkmals im Medienarchiv Wikimedia Commons. Wenn man auf das Kamerasymbol klickt, können Fotos zu Kulturdenkmalen aus dieser Liste hochgeladen werden:
- Bezeichnung: Denkmalgeschützte Objekte und ggf. Bauwerksname des Kulturdenkmals
- Lage: Straßenname und Hausnummer oder Flurstücknummer des Kulturdenkmals. Die Grundsortierung der Liste erfolgt nach dieser Adresse. Der Link (Karte) führt zu verschiedenen Kartendiensten mit der Position des Kulturdenkmals. Fehlt dieser Link, wurden die Koordinaten noch nicht eingetragen. Sind diese bekannt, können sie über ein Tool mit einer Kartenansicht einfach nachgetragen werden. In dieser Kartenansicht sind Kulturdenkmale ohne Koordinaten mit einem roten bzw. orangen Marker dargestellt und können durch Verschieben auf die richtige Position in der Karte mit Koordinaten versehen werden. Kulturdenkmale ohne Bild sind an einem blauen bzw. roten Marker erkennbar.
- Datierung: Baubeginn, Fertigstellung, Datum der Erstnennung oder grobe zeitliche Einordnung entsprechend des Eintrags in der sächsischen Denkmaldatenbank
- Beschreibung: Kurzcharakteristik des Kulturdenkmals entsprechend des Eintrags in der sächsischen Denkmaldatenbank, ggf. ergänzt durch die dort nur selten veröffentlichten Erfassungstexte oder zusätzliche Informationen
- ID: Vom Landesamt für Denkmalpflege Sachsen vergebene, das Kulturdenkmal eindeutig identifizierende Objekt-Nummer. Der Link führt zum PDF-Denkmaldokument des Landesamtes für Denkmalpflege Sachsen. Bei ehemaligen Kulturdenkmalen können die Objektnummern unbekannt sein und deshalb fehlen bzw. die Links von aus der Datenbank entfernten Objektnummern ins Leere führen. Ein ggf. vorhandenes Icon  führt zu den Angaben des Kulturdenkmals bei Wikidata.

## Liste
| Bild           | Bezeichnung | Lage                    | Datierung | Beschreibung | ID       |
| -------------- | --- | ----------------------- | --- | --- | -------- |
| Weitere Bilder | Sachgesamtheit Großer Garten mit zahlreichen Einzeldenkmalen                                                                              | (Karte)                 | 1676–1693 (Jagdgarten)                                                                                             | Sachgesamtheit Großer Garten mit zahlreichen Einzeldenkmalen: ehemaliger Lustgarten, heute Parkanlage einschl. der angrenzenden Promenaden und Alleen (ID-Nr. 09306817), Palais, Kavaliershäuser; ursprünglich barocke, mehrfach umgestaltete Gartenanlage einschließlich Lennéstraße, Stübelallee, Karcherallee, Tiergartenstraße und Lennéplatz in Teilen, mit Palais, Kavaliershäusern, den Fundamenten des Kavaliershauses E unter einem Sandplatz, der Sockelzone des Kavaliershauses H von Promenade mit Pergola überbaut, Theatern, Freilichtbühne, Nabeshima-Haus, Brücken, Brunnen, Skulpturen, Vasen, weiteren Gartenarchitekturen, See, Bassin und Teichen (Carolasee, Neuer Teich, Palaisteich usw.), Kanal, Parterres, Wiesen, Gärten (u. a. Botanischer Garten), Baumbestand, Bepflanzung (siehe auch Hauptallee 4b, 5, 6, 7, 8, 10, 12, Herkulesallee 1, Karcherallee 8, 10, Stübelallee 2 usw.), außerdem westliche Verlängerung der Herkulesallee, Bodenintarsie »Engel der Kulturen« ist nicht Teil des Kulturdenkmales.                                                                          | 09214104 |
| Weitere Bilder | Reliefvase; Großer Garten (Einzeldenkmal zu ID-Nr. 09214104)                                                                              | Fürstenallee (Karte)    | um 1715 (Gartenvase)                                                                                               | Einzeldenkmal der Sachgesamtheit Großer Garten: Gartenvase; Henkelvase aus Sandstein mit mythologischer Darstellung Tod des Adonis, auf Postament ruhend, aus dem Prinz-Johann-Georg-Garten, anspruchsvoll gestaltetes Bildwerk des Barock, künstlerisch und kunsthistorisch wertvoll, als Teil einer der bedeutendsten Gartenanlagen/Parks von Sachsen von besonderer gartenhistorischer Bedeutung. | 09214128 |
| Weitere Bilder | Reliefvase; Großer Garten (Einzeldenkmal zu ID-Nr. 09214104)                                                                              | Fürstenallee (Karte)    | um 1715 (Gartenvase)                                                                                               | Einzeldenkmal der Sachgesamtheit Großer Garten: Gartenvase; Henkelvase aus Sandstein mit mythologischer Darstellung Venus und Adonis, auf Postament ruhend, aus dem Prinz-Johann-Georg-Garten, anspruchsvoll gestaltetes Bildwerk des Barock, künstlerisch und kunsthistorisch wertvoll, als Teil einer der bedeutendsten Gartenanlagen/Parks von Sachsen von besonderer gartenhistorischer Bedeutung. | 09214129 |
| Weitere Bilder | Mord- und Sühnekreuz (Einzeldenkmal zu ID-Nr. 09214104)                                                                                   | Fürstenallee (Karte)    | vor 1500 (Mord- und Sühnekreuz)                                                                                    | Einzeldenkmal der Sachgesamtheit Großer Garten: Mord- und Sühnekreuz; anlässlich des Todes eines Menschen durch Totschlag oder Unfall errichtetes kreuzförmiges Erinnerungsmal, so genanntes Mord- und Sühnekreuz, ortsgeschichtlich bedeutsam, besonderer Wert auch wegen des hohen Alters. | 09214127 |
| Weitere Bilder | Elementenvase; Großer Garten (Einzeldenkmal zu ID-Nr. 09214104)                                                                           | Hauptallee (Karte)      | um 1730 (Gartenvase)                                                                                               | Einzeldenkmal der Sachgesamtheit Großer Garten: Gartenvase; Marmorvase mit Darstellung der vier Elemente in allegorischen Frauengestalten, auf Torpfeiler/Postament ruhend, gestalterisch anspruchsvolles Bildwerk des Barock, künstlerisch und kunsthistorisch wertvoll, als Teil einer der bedeutendsten Gartenanlagen/Parks von Sachsen von besonderer gartenhistorischer Bedeutung. Prunkvase von Antonio Corradini, z. Z. eingelagert. | 09214107 |
| Weitere Bilder | Kontinentenvase; Großer Garten (Einzeldenkmal zu ID-Nr. 09214104)                                                                         | Hauptallee (Karte)      | um 1730 (Gartenvase)                                                                                               | Einzeldenkmal der Sachgesamtheit Großer Garten: Gartenvase; Marmorvase mit Darstellung der vier Erdteile als allegorische, auf Stier, Kamel, Löwe und Alligator sitzenden Frauengestalten, auf Torpfeiler/Postament ruhend, gestalterisch anspruchsvolles Bildwerk des Barock, künstlerisch und kunsthistorisch wertvoll, als Teil einer der bedeutendsten Gartenanlagen/Parks von Sachsen von besonderer gartenhistorischer Bedeutung. Prunkvase von Antonio Corradini, z. Z. eingelagert. | 09214108 |
| Weitere Bilder | Mosaikbrunnen; Großer Garten (Einzeldenkmal zu ID-Nr. 09214104)                                                                           | Hauptallee (Karte)      | 1926 (Brunnen) | Einzeldenkmal der Sachgesamtheit Großer Garten: Brunnen; große Schale mit gestaffelten, kelchartigen Aufbauten, mosaiziert, mit Oberflächengestaltung aus geometrischen und floralen Formen sowie leuchtender Farbigkeit typisch für expressionistische Architektur, äußerst anspruchsvolle Umsetzung, singulär, neben Lingner-Mausoleum einzige Werk des berühmten Architekten Hans Poelzig (1869–1936) in Dresden, baugeschichtlich und künstlerisch bedeutend. | 09214109 |
| Weitere Bilder | Eurytus und Hippodamia; Großer Garten (Einzeldenkmal zu ID-Nr. 09214104)                                                                  | Hauptallee (Karte)      | um 1730 (Gartenskulptur)                                                                                           | Einzeldenkmal der Sachgesamtheit Großer Garten: Figurengruppe; mit Kentaur und entführter weiblicher Gestalt, auf Postament gestalterisch bemerkenswertes Bildwerk des Barock, künstlerisch und kunsthistorisch wertvoll, als Teil einer der bedeutendsten Gartenanlagen/Parks von Sachsen von besonderer gartenhistorischer Bedeutung. | 09214110 |
| Weitere Bilder | Nessus und Deianira; Großer Garten (Einzeldenkmal zu ID-Nr. 09214104)                                                                     | Hauptallee (Karte)      | um 1730 (Gartenskulptur)                                                                                           | Einzeldenkmal der Sachgesamtheit Großer Garten: Figurengruppe; mit Nessus-Kentaur und entführter weiblicher Gestalt Deianira, auf Postament, gestalterisch bemerkenswertes Bildwerk des Barock, künstlerisch und kunsthistorisch wertvoll, als Teil einer der bedeutendsten Gartenanlagen/Parks von Sachsen von besonderer gartenhistorischer Bedeutung. | 09214111 |
| Weitere Bilder | »Die Zeit entführt die Schönheit« (oder Boreas entführt Orithya); Großer Garten (Einzeldenkmal zu ID-Nr. 09214104)                        | Hauptallee (Karte)      | um 1730 (Figurengruppe)                                                                                            | Einzeldenkmal der Sachgesamtheit Großer Garten: Figurengruppe; aus weißem Marmor mit einem alten, eine junge Frau entführenden geflügelten Mann, auf Postament, gestalterisch anspruchsvolles Bildwerk des Barock, künstlerisch und kunsthistorisch wertvoll, als Teil einer der bedeutendsten Gartenanlagen/Parks von Sachsen von besonderer gartenhistorischer Bedeutung. | 09214143 |
|                | Kavaliershaus A; Schenkgartenbrunnen; Großer Garten (Einzeldenkmal zu ID-Nr. 09214104)                                                    | Hauptallee 4b (Karte)   | um 1694 (Kavaliershaus), um 1760 (Nebengebäude), 1828 (Brunnen)                                                    | Einzeldenkmal der Sachgesamtheit Großer Garten: Erdgeschoss des ehemaligen Kavaliershauses A mit ruinösem Nebengebäude, rückseitigem Springbrunnen und Sandsteinpostament; als Teil einer der bedeutendsten Gartenanlagen/Parks von Sachsen von besonderer gartenhistorischer Bedeutung. | 09214112 |
| Weitere Bilder | Kavaliershaus B; Großer Garten (Einzeldenkmal zu ID-Nr. 09214104)                                                                         | Hauptallee 6 (Karte)    | um 1694 (Kavaliershaus)                                                                                            | Einzeldenkmal der Sachgesamtheit Großer Garten: Kavaliershaus B mit Seitengebäude; mit Einfriedung, klassischer barocker Bau auf quadratischem Grundriss, baugeschichtlich wertvoll, als Teil einer der bedeutendsten Gartenanlagen/Parks von Sachsen zudem von besonderer gartenhistorischer Bedeutung. | 09214114 |
| Weitere Bilder | Kavaliershaus C; Großer Garten (Einzeldenkmal zu ID-Nr. 09214104)                                                                         | Hauptallee 10 (Karte)   | 1694 (Kavaliershaus)                                                                                               | Einzeldenkmal der Sachgesamtheit Großer Garten: Kavaliershaus C; mit Einfriedung, klassischer barocker Bau auf quadratischem Grundriss, baugeschichtlich wertvoll, als Teil einer der bedeutendsten Gartenanlagen/Parks von Sachsen zudem von besonderer gartenhistorischer Bedeutung. | 09214115 |
| Weitere Bilder | Kavaliershaus D; Ökohaus; Großer Garten (Einzeldenkmal zu ID-Nr. 09214104)                                                                | Hauptallee 12 (Karte)   | um 1694 (Kavaliershaus)                                                                                            | Einzeldenkmal der Sachgesamtheit Großer Garten: Kavaliershaus D mit Seitengebäude; mit Einfriedung, klassischer barocker Bau auf quadratischem Grundriss, baugeschichtlich wertvoll, als Teil einer der bedeutendsten Gartenanlagen/Parks von Sachsen zudem von besonderer gartenhistorischer Bedeutung. | 09214117 |
| Weitere Bilder | Kavaliershaus F; Großer Garten (Einzeldenkmal zu ID-Nr. 09214104)                                                                         | Hauptallee 7 (Karte)    | um 1694 (Kavaliershaus)                                                                                            | Einzeldenkmal der Sachgesamtheit Großer Garten: Kavaliershaus F; mit Einfriedung, klassischer barocker Bau auf quadratischem Grundriss, baugeschichtlich wertvoll, als Teil einer der bedeutendsten Gartenanlagen/Parks von Sachsen zudem von besonderer gartenhistorischer Bedeutung. | 09214118 |
| Weitere Bilder | Kavaliershaus G; Großer Garten (Einzeldenkmal zu ID-Nr. 09214104)                                                                         | Hauptallee 5 (Karte)    | um 1694 (Kavaliershaus)                                                                                            | Einzeldenkmal der Sachgesamtheit Großer Garten: Kavaliershaus G; mit Einfriedung, klassischer barocker Bau auf quadratischem Grundriss, baugeschichtlich wertvoll, als Teil einer der bedeutendsten Gartenanlagen/Parks von Sachsen zudem von besonderer gartenhistorischer Bedeutung. | 09214119 |
| Weitere Bilder | Heckentheater; Parktheater; Großer Garten (Einzeldenkmal zu ID-Nr. 09214104)                                                              | Hauptallee (Karte)      | 1719 (Heckentheater)                                                                                               | Einzeldenkmal der Sachgesamtheit Großer Garten: Freilichttheater; mit Treppenaufgängen, Sitzrängen, Bühne einschließlich Eckpfosten sowie Postamenten, von Hecken umgeben, künstlerisch und kunsthistorisch wertvoll, als Teil einer der bedeutendsten Gartenanlagen/Parks von Sachsen von besonderer gartenhistorischer Bedeutung. | 09214116 |
| Weitere Bilder | Quellnymphe; Großer Garten (Einzeldenkmal zu ID-Nr. 09214104)                                                                             | Hauptallee (Karte)      | 1898 (Brunnen) | Einzeldenkmal der Sachgesamtheit Großer Garten: Brunnen aus Bruchgestein als Quelle gestaltet mit Marmorskulptur einer liegenden Nymphe; künstlerisch und kunsthistorisch wertvoll, als Teil einer der bedeutendsten Gartenanlagen/Parks von Sachsen von besonderer gartenhistorischer Bedeutung. | 09214113 |
| Weitere Bilder | Palais im Großen Garten; Großer Garten (Einzeldenkmal zu ID-Nr. 09214104)                                                                 | Hauptallee 8 (Karte)    | 1681 Dendro (Palais)                                                                                               | Einzeldenkmal der Sachgesamtheit Großer Garten: Palais, dazu Skulpturensammlung; Anlage auf H-förmigem Grundriss, mit Mittelrisaliten, doppelläufigen Freitreppen und reichem figuralem und ornamentalem Dekor, gestalterisch einzigartiger und qualitätvoller Bau des späten 17. Jahrhunderts, eigentlicher Auftakt zur sächsischen Barockarchitektur, von Baumeister Johann Georg Starcke, baugeschichtlich und künstlerisch bedeutend, zudem im Zusammenhang mit dem Großen Garten städtebaulich und landschaftsgestalterisch von Belang, außerdem singulär, Starkes Arbeiten am Schloss, Portal, Englische Treppe und südöstlicher Wendelstein sowie Palais im Großen Garten sind die einzigen Zeugnisse für die Tätigkeit eines Architekten, der das Dresdner Stadtbild seiner Zeit nicht unwesentlich prägte und wichtige Impulse für die Entwicklung des sächsischen Barock gab. | 09214121 |
| Weitere Bilder | Palaisteich; Großer Garten (Einzeldenkmal zu ID-Nr. 09214104)                                                                             | Hauptallee (Karte)      | 1715 (Palaisteich)                                                                                                 | Einzeldenkmal der Sachgesamtheit Großer Garten: Bassin; mit Uferummauerung, umgebender Hecke und vier Vasen auf Postament, architektonisch bemerkenswertes Wasserbauwerk mit Bildschmuck, einzigartige Wirkung im Zusammenspiel mit Palais, baugeschichtlich und künstlerisch wertvoll, als Teil einer der bedeutendsten Gartenanlagen/Parks von Sachsen von besonderer gartenhistorischer Bedeutung. | 09214124 |
| Weitere Bilder | Üppigkeitsvase; Großer Garten (Einzeldenkmal zu ID-Nr. 09214104)                                                                          | Hauptallee (Karte)      | um 1730 (Gartenvase)                                                                                               | Einzeldenkmal der Sachgesamtheit Großer Garten: Gartenvase; Vase aus weißem Marmor von ovalem Zuschnitt auf Sandsteinpostament, mit vollplastischen Skulpturen von Psyche, Amor und kleinem Putti und Relieffries mit antiken Herrscherszenen, gestalterisch anspruchsvolles Bildwerk des Barock, künstlerisch und kunsthistorisch wertvoll, als Teil einer der bedeutendsten Gartenanlagen/Parks von Sachsen von besonderer gartenhistorischer Bedeutung. | 09214125 |
| Weitere Bilder | Henkelvase, Großer Garten (Einzeldenkmal zu ID-Nr. 09214104)                                                                              | Hauptallee (Karte)      | um 1830 (Gartenausstattung)                                                                                        | Einzeldenkmal der Sachgesamtheit Großer Garten: Henkelvase; auf Postament, als Teil einer der bedeutendsten Gartenanlagen/Parks von Sachsen von besonderer gartenhistorischer Bedeutung. | 09214122 |
| Weitere Bilder | Weichbildstein mit Wappen und Jahreszahl (Einzeldenkmal zu ID-Nr. 09214104)                                                               | Hauptallee (Karte)      | bezeichnet 1679 (Weichbildstein)                                                                                   | Einzeldenkmal der Sachgesamtheit Großer Garten: Weichbildstein mit Wappen und Jahreszahl; ortsgeschichtlich bedeutend, als älteres Zeugnis der Stadtgeschichte zudem mit Seltenheitswert. | 09214134 |
| Weitere Bilder | »Venus und Adonis«; »Meleager und Atalante«; Großer Garten (Einzeldenkmale zu ID-Nr. 09214104)                                            | Hauptallee (Karte)      | 1719 (Figurengruppe)                                                                                               | Einzeldenkmale der Sachgesamtheit Großer Garten: Zwei Torpfeiler mit Figurengruppen Adonis, Venus und Amor (nördlich) und Meleager und Atalante (südlich); bilden den östlichen Eingang zum Großen Garten, architektonisch markant, Figuren bemerkenswerte barocke Bildwerke, künstlerisch und kunsthistorisch wertvoll, als Teil einer der bedeutendsten Gartenanlagen/Parks von Sachsen von besonderer gartenhistorischer Bedeutung. | 09214132 |
| Weitere Bilder | Herkules im Kampf mit der lernäischen Schlange; Großer Garten (Einzeldenkmal zu ID-Nr. 09214104)                                          | Herkulesallee (Karte)   | vor 1719 (Gartenskulptur)                                                                                          | Einzeldenkmal der Sachgesamtheit Großer Garten: Figurengruppe; aus Sandstein mit dem keuleschwingenden Herkules im Kampf gegen die Lernäischen Schlange, auf Postament, gestalterisch anspruchsvolles Bildwerk des Barock, künstlerisch und kunsthistorisch wertvoll, als Teil einer der bedeutendsten Gartenanlagen/Parks von Sachsen von besonderer gartenhistorischer Bedeutung. | 09214105 |
| Weitere Bilder | Ruhender Herkules; Großer Garten (Einzeldenkmal zu ID-Nr. 09214104)                                                                       | Herkulesallee (Karte)   | vor 1719 (Gartenskulptur)                                                                                          | Einzeldenkmal der Sachgesamtheit Großer Garten: Statue; Skulptur aus Sandstein mit stehendem, sich auf seine Keule stützendem Herkules, gestalterisch anspruchsvolles Bildwerk des Barock, künstlerisch und kunsthistorisch wertvoll, als Teil einer der bedeutendsten Gartenanlagen/Parks von Sachsen von besonderer gartenhistorischer Bedeutung. | 09214106 |
| Weitere Bilder | Herkules tötet den hesperischen Drachen; Großer Garten (Einzeldenkmal zu ID-Nr. 09214104)                                                 | Herkulesallee (Karte)   | vor 1719 (Gartenskulptur)                                                                                          | Einzeldenkmal der Sachgesamtheit Großer Garten: Statue; Sandsteinskulptur des stehenden, ein zwischen seinen Beinen liegendes Untier erschlagenden Herkules, auf Postament, gestalterisch anspruchsvolles Bildwerk des Barock, künstlerisch und kunsthistorisch wertvoll, als Teil einer der bedeutendsten Gartenanlagen/Parks von Sachsen von besonderer gartenhistorischer Bedeutung. | 09214130 |
| Weitere Bilder | Herkules besiegt den König Busiris; Großer Garten (Einzeldenkmal zu ID-Nr. 09214104)                                                      | Herkulesallee (Karte)   | vor 1719 (Gartenskulptur)                                                                                          | Einzeldenkmal der Sachgesamtheit Großer Garten: Statue; Sandsteinskulptur des über dem besiegten Gegner König Busiris stehenden Herkules, auf Postament; gestalterisch anspruchsvolles Bildwerk des Barock, künstlerisch und kunsthistorisch wertvoll, als Teil einer der bedeutendsten Gartenanlagen/Parks von Sachsen von besonderer gartenhistorischer Bedeutung. | 09214131 |
| Weitere Bilder | Puppentheater Sonnenhäusel; Großer Garten (Einzeldenkmal zu ID-Nr. 09214104)                                                              | Herkulesallee 1 (Karte) | 1954–1955 (Puppentheater)                                                                                          | Einzeldenkmal der Sachgesamtheit Großer Garten: Puppentheater; Bau auf quadratischem Grundriss in barockisierenden Formen mit Zeltdach, Glockentürmchen, Laternen und Heckeneinfriedung des Zuschauerareals, Sandstein-Putzfassade, charakteristischer traditioneller Bau der Zeit um 1955, gestalterisch aufgewertet, baugeschichtlich und künstlerisch bedeutend, als Teil einer der bedeutendsten Gartenanlagen/Parks von Sachsen von besonderer gartenbautechnischer Bedeutung. | 09214142 |
| Weitere Bilder | Gartenpavillon; Großer Garten (Einzeldenkmal zu ID-Nr. 09214104)                                                                          | Herkulesallee (Karte)   | 1950er Jahre (Gartenpavillon)                                                                                      | Einzeldenkmal der Sachgesamtheit Großer Garten: Gartenpavillon; als Teil einer der bedeutendsten Gartenanlagen/Parks von Sachsen von besonderer gartenhistorischer Bedeutung. | 09306820 |
| Weitere Bilder | »Die Zeit enthüllt die Wahrheit«; Großer Garten (Einzeldenkmal zu ID-Nr. 09214104)                                                        | Herkulesallee (Karte)   | um 1730 (Figurengruppe)                                                                                            | Einzeldenkmal der Sachgesamtheit Großer Garten: Figurengruppe; aus weißem Marmor mit einem alten, einer jungen Frau ein Tuch vom Gesicht ziehenden Mann, auf Podest, gestalterisch anspruchsvolles Bildwerk des Barock, künstlerisch und kunsthistorisch wertvoll, als Teil einer der bedeutendsten Gartenanlagen/Parks von Sachsen von besonderer gartenhistorischer Bedeutung. | 09214141 |
| Weitere Bilder | Großer Garten: ehemaliger Lustgarten, heute Parkanlage einschl. der angrenzenden Promenaden und Alleen (Einzeldenkmal zu ID-Nr. 09214104) | Karcherallee (Karte)    | 1676–1679 (Jagdgarten/Jagdpark), 1715–1720 (Umgestaltung und Erweiterung), 1900 (Stübelallee), 1911 (Karcherallee) | Einzeldenkmal der Sachgesamtheit Großer Garten: ehemaliger Lustgarten, heute Parkanlage einschließlich der angrenzenden Promenaden und Alleen; ursprünglich barocke, mehrfach umgestaltete Gartenanlage einschließlich Lennéstraße, Stübelallee, Karcherallee, Tiergartenstraße und Lennéplatz in Teilen, mit Palais, Kavaliershäusern, den Fundamenten des Kavaliershauses E unter einem Sandplatz, der Sockelzone des Kavaliershauses H von Promenade mit Pergola überbaut, Theatern, Freilichtbühne, Nabeshima-Haus, Brücken, Brunnen, Skulpturen, Vasen, weiteren Gartenarchitekturen, See, Bassin und Teichen (Carolasee, Neuer Teich, Palaisteich usw.), Kanal, Parterres, Wiesen, Gärten (u. a. Botanischer), Baumbestand, Bepflanzung (siehe auch Hauptallee 4b, 5, 6, 7, 8, 10, 12, Herkulesallee 1, Karcherallee 8, 10, Stübelallee 2 usw.), außerdem westliche Verlängerung der Herkulesallee, Bodenintarsie »Engel der Kulturen« ist nicht Teil des Kulturdenkmales, als eine der bedeutetensten sächsischen Parkanlagen Sachsens von besonderer gartenhistorischer und gartenkünstlerischer Bedeutung. | 09306817 |
| Weitere Bilder | Neue Pikardie; Nabeshima-Haus; Großer Garten (Einzeldenkmal zu ID-Nr. 09214104)                                                           | Karcherallee 8 (Karte)  | um 1900 (Gasthaus)                                                                                                 | Einzeldenkmal der Sachgesamtheit Großer Garten: ehemaliges Ausflugslokal; Wirtschaft mit vorgebauter Veranda und Hofgebäude, typischer historistischer Bau um 1900 mit Zierfachwerk und zahlreichen gestalterischen Details, ortsgeschichtlich und Baugeschichtlich bedeutend, als Teil einer der bedeutendsten Gartenanlagen/Parks von Sachsen von besonderer gartenhistorischer Bedeutung. | 09214133 |
| Weitere Bilder | Freilichtbühne „Junge Garde“; Großer Garten (Einzeldenkmal zu ID-Nr. 09214104)                                                            | Karcherallee 10 (Karte) | 1953–1955 (Freilichtbühne)                                                                                         | Einzeldenkmal der Sachgesamtheit Großer Garten: Freilichttheater, Anlage aus ovaler Freilichtbühne mit Sitzrängen sowie Bühnen- und Eingangsgebäude, in barockisierenden Formen, im Sinne der damals vorherrschenden Nationalen Bautraditionen errichtet, gestalterisch ansprechend, in den Großen Garten integriert, geschichtlich und künstlerisch bedeutend, als Teil einer der bedeutendsten Gartenanlagen/Parks von Sachsen von besonderer gartenhistorischer Bedeutung. | 09214137 |
|                | Löwen; Großer Garten (Einzeldenkmal zu ID-Nr. 09214104)                                                                                   | Querallee (Karte)       | 1814 (Tierplastik)                                                                                                 | Einzeldenkmal der Sachgesamtheit Großer Garten: Zwei Tierfiguren; ruhende Löwen aus Sandstein als Torwächter zur Querallee, auf Sockeln ruhend, markante Bildwerke des frühen 19. Jahrhunderts von Christian Gottlieb Kühn, künstlerisch und kunsthistorisch bedeutend, als Teil einer der bedeutendsten Gartenanlagen/Parks von Sachsen von besonderer gartenhistorischer Bedeutung. | 09214139 |
| Weitere Bilder | Botanischer Garten Dresden; Großer Garten (Einzeldenkmal zu ID-Nr. 09214104)                                                              | Stübelallee 2 (Karte)   | 1893 (Botanischer Garten)                                                                                          | Einzeldenkmal der Sachgesamtheit Großer Garten: Botanischer Garten mit Einfriedung und Toranlage; 1893 eröffnet, beheimatet etwa 10000 Pflanzenarten, Bereiche des Freilandgeländes und die Gewächshäuser sind seit Oscar Drude nach pflanzengeographischen Gesichtspunkten gegliedert, gartenhistorisch bedeutsame Anlage, Teil einer der bedeutendsten Gartenanlagen/Parks von Sachsen. | 09218988 |

## Ausführliche Denkmaltexte
1. ↑  
Sachgesamtheit Großer Garten mit folgenden Einzeldenkmalen: ehemaliger Lustgarten, heute Parkanlage einschl. der angrenzenden Promenaden und Alleen (ID-Nr. 09306817), Palais, dazu Skulpturensammlung (ID-Nr. 09214121 Hauptallee 8), Erdgeschoss des ehemaligen Kavaliershauses A mit ruinösem Nebengebäude, rückseitigem Springbrunnen und Sandsteinpostament (ID-Nr. 09214112 Hauptallee 4b), Kavaliershaus G mit Einfriedung (ID-Nr. 09214119 Hauptallee 5), Kavaliershaus B mit Seitengebäude und Einfriedung (ID-Nr. 09214114 Hauptallee 6), Kavaliershaus F mit Einfriedung (ID-Nr. 09214118 Hauptallee 7), Kavaliershaus C mit Einfriedung (ID-Nr. 09214115 Hauptallee 10), Kavaliershaus D mit Seitengebäude und Einfriedung (ID-Nr. 09214117 Hauptallee 12), Wohnhaus oder Wirtschaft mit vorgebauter Veranda und Hofgebäude (ID-Nr. 09214133 Karcherallee 8), Freilichttheater Junge Garde (ID-Nr. 09214137 Karcherallee 10), Freilichttheater, sog. Heckentheater (ID-Nr. 09214116 Hauptallee), Puppentheater (ID-Nr. 09214142 Herkulesallee 1), verschiedene Figurengruppen, Gartenskulpturen und Vasen (ID-Nr. 09214129 und 09214128 Fürstenallee, ID-Nr. 09214141 Georg-Starcke-Weg, ID-Nr. 09214125, ID-Nr. 09214143, ID-Nr. 09214132, ID-Nr. 09214111, ID-Nr. 09214110, ID-Nr. 09214108 und ID-Nr. 09214107 Hauptallee, ID-Nr. 09214131, ID-Nr. 09214105, ID-Nr. 09214106 und ID-Nr. 09214130 Herkulesallee), zwei ruhende Löwen am Eingang zur Querallee (ID-Nr. 09214139 Querallee), der Palaisteich (ID-Nr. 09214124), zwei Brunnen (ID-Nr. 09214109 und 09214113 Hauptallee), Gartenpavillon (ID-Nr. 09306820 Herkulesallee) sowie der Botanischer Garten mit Einfriedung und Toranlage (ID-Nr. 09218988 Stübelalle 2), Mord- und Sühnekreuz (ID-Nr. 09214127 Fürstenallee), Weichbildstein mit Wappen und Jahreszahl (ID-Nr. 09214134 Hauptallee) und verschiedene ältere Anlagen und Bauten des Zoos (ID-Nr. 09218341 Tiergartenstraße 1) sowie Zoologischer Garten als Sachgesamtheitsteil; ursprünglich barocke, mehrfach umgestaltete Gartenanlage einschließlich Lennéstraße, Stübelallee, Karcherallee, Tiergartenstraße und Lennéplatz in Teilen, mit Palais, Kavaliershäusern, den Fundamenten des Kavaliershauses E unter einem Sandplatz, der Sockelzone des Kavaliershauses H von Promenade mit Pergola überbaut, Theatern, Freilichtbühne, Nabeshima-Haus, Brücken, Brunnen, Skulpturen, Vasen, weiteren Gartenarchitekturen, See, Bassin und Teichen (Carolasee, Neuer Teich, Palaisteich usw.), Kanal, Parterres, Wiesen, Gärten (u.a. Botanischer), Baumbestand, Bepflanzung (siehe auch Hauptallee 4b, 5, 6, 7, 8, 10, 12, Herkulesallee 1, Karcherallee 8, 10, Stübelallee 2 usw.), außerdem westliche Verlängerung der Herkulesallee, Bodenintarsie »Engel der Kulturen« ist nicht Teil des Kulturdenkmales.
2. ↑  
Denkmaltext 

Palais im Großen Garten (Großer Garten). Erster bedeutender Profanbau in Sachsen nach dem 30jährigen Krieg, erbaut für den späteren Kurfürsten Johann Georg III., eigentlicher Auftakt zur sächsischen Barockarchitektur des frühen 18. Jh. Mit seiner alle Fassaden überziehenden Bauskulptur und der ehem. prachtvollen Ausstattung der Innenräume eine Schöpfung von europäischem Rang. Baugeschichte: 1678 unter Oberlandbaumeister Johann Georg Starcke begonnen, 1683 im Rohbau vollendet (die kleinen Nebenportale 1679 und 1680 .). Innenausbau vermutlich bis gegen Ende des 17. Jahrhunderts.